# Borgå folkakademi
Borgå folkakademi är ett aktiebolag som driver en folkhögskola i Borgå i Finland. Det bildades 2005 genom en sammanslagning av Borgå folkhögskola (grundad 1889) och Svenska folkakademin (grundad 1909). Bolaget ägs av Stiftelsen Svenska folkakademin (48%), Borgå stad (38%), Sibbo kommun (12%) och föreningen Minnesvårdarna (2%). 
Borgå folkakademi var den första folkhögskolan i landet. Skolan grundades 10.10.1889 på initiativ av Johan Elias Strömborg. Strömborg är kanske mest känd för sitt verk "Biografi över J.L. Runeberg".

## Studieprogram
- Folkhögskoleåret för läropliktiga - EfterNian
- Dans - Tanssi
- Djur och djurhållning - Eläimet ja eläintenpito
- Hundkonsult - Koirakonsultti
- Musik - Musiikki
- Svenska - International Swedish Course
- Skådespeleri - Näyttelijäntyö
- Hållbar framtid - Kestävä tulevaisuus
- Swedish Intensive course Helsingfors - Helsinki
- Ett stort utbud av kortkurser enligt önskemål